# Mariano Kestelboim
Mariano Kestelboim (* 6. Februar 1996 in Buenos Aires) ist ein argentinischer Tennisspieler.

## Karriere
Kestelboim spielte 2012 nur wenige Matches auf der ITF Junior Tour und erreichte den 375. Rang in der Junior-Rangliste.
Bei den Profis war er regelmäßig seit 2013 vertreten. 2016 schloss er erstmals unter den 500 besten Spielern der Weltrangliste im Einzel ab, im Doppel stand er zu dieser Zeit bereits auf Platz 283. In diesem Jahr gewann er seinen ersten Einzeltitel auf der drittklassigen ITF Future Tour, während er im Doppel bereits zehn Turniere gewonnen hatte. Im September 2017 erreichte er Platz 387, sein Karrierehoch im Einzel; bis Ende 2024 kam er auf insgesamt fünf Einzeltitel.
Kestelboim erzielte vor allem im Doppel Erfolge. Auf der höher dotierten ATP Challenger Tour erreichte 2016 in São Paulo das erste Mal ein Halbfinale auf diesem Niveau. 2018 gewann er wie schon 2016 sieben Future-Titel, weitere Erfolge bei Challengers blieben vorerst aus. Im Oktober 2023 stand Kestelboim mit seinem Landsmann Franco Agamenone im Endspiel des Challengers in Santa Fe. In der Saison 2024 schaffte er es viermal mindestens ins Halbfinale, in Montevideo verlor er sein zweites Challenger-Endspiel mit Franco Roncadelli. Platz 186 Mitte 2024 wurde seine höchste Doppelplatzierung. Anfang 2025 gewann er mit Gonzalo Villanueva das Turnier in Tigre. Als Ersatzspieler kam er anschließend neben Juan Pablo Ficovich zu seinem Debüt auf der ATP Tour in Buenos Aires. Sie unterlagen dort Alexander Erler und Constantin Frantzen.

## Erfolge
| Legende (Anzahl der Siege) |
| Grand Slam                 |
| ATP Finals                 |
| ATP Tour Masters 1000      |
| ATP Tour 500               |
| ATP Tour 250               |
| ATP Challenger Tour (4)    |

### Doppel

#### Turniersiege
| Nr. | Datum           | Turnier    | Belag | Partner            | Finalgegner                                   | Ergebnis         |
| --- | --------------- | ---------- | ----- | ------------------ | --------------------------------------------- | ---------------- |
| 1.  | 19. Januar 2025 | Tigre      | Sand  | Gonzalo Villanueva | Luís Britto Franco Roncadelli                 | 6:2, 7:5         |
| 2.  | 5. April 2025   | Campinas   | Sand  | Gonzalo Villanueva | Seita Watanabe Takeru Yuzuki                  | 6:2, 7:65        |
| 3.  | 14. Juni 2025   | Santa Fe   | Sand  | Gonzalo Villanueva | Santiago de la Fuente Genaro Alberto Olivieri | 6:1, 2:6, [11:9] |
| 4.  | 21. Juni 2025   | Santa Cruz | Sand  | Gonzalo Villanueva | Boris Arias Federico Zeballos                 | 6:3, 6:2         |